# Kingman-Explosion
Die Kingman-Explosion, auch Doxol Disaster genannt, ereignete sich am 5. Juli 1973 in Kingman, Arizona, USA. Durch die Explosion eines mit flüssigem Propan gefüllten Kesselwagens wurden elf Feuerwehrmänner und ein Mitarbeiter des Gasunternehmens getötet sowie rund 100 Menschen verletzt. Zudem entstand großer Sachschaden durch die Druckwelle und anschließende Brände. Es handelte sich um das opferreichste Feuerwehrunglück in Arizona bis zum Yarnell Hill Fire 2013, als 19 Feuerwehrleute umkamen.
Die Tragödie von Kingman dient Feuerwehreinheiten weltweit als klassisches Ausbildungsbeispiel und prägte die künftige Bezeichnung solcher Vorfälle als Boiling Liquid Expanding Vapor Explosion (BLEVE).

## Hergang
Der auf einem Nebengleis der Santa Fe Railroad an der Doxol Gas Western Energy Company stehende Kesselwagen mit fast 127.000 Litern Fassungsvermögen sollte am 5. Juli 1973 mittels Schläuchen in feststehende Lagertanks umgefüllt werden. Der Wagen war rund einen Monat lang der prallen Sonne ausgesetzt und der Umfüllversuch erfolgte unüblicherweise bei einer Mittagstemperatur von 105 °F (40,5 °C).
Beim Versuch, ein Leck an den Anschlüssen des Wagens zu korrigieren, entzündete sich austretendes Gas und blies die Flammen minutenlang V-förmig fast 25 Meter in die Luft. Augenzeugen berichteten von einem Geräusch, ähnlich einem startenden Flugzeug. Die Feuerwehr von Kingman war für einen solchen Fall nicht ausgerüstet und versuchte daher, den Kesselwagen mit Wasser zu kühlen, um einen Druckaufbau im Inneren zu verhindern. Die Flammen wurden im folgenden Verlauf dreimal in den Wagen zurückgesaugt und wieder herausgeschossen, ehe der Kesselwagen rund 20 Minuten später explodierte und einen drei Meter tiefen Krater in den Boden riss.
Trümmer und Flammen schossen über 600 Meter weit in alle Richtungen. Unter anderem fand man ein zwei Tonnen schweres Waggonstück 400 Meter vom Explosionsort entfernt. Die Explosion selbst wurde noch in 8 km Entfernung wahrgenommen. Die Druckwelle und das Feuer verursachten schwere Schäden und Folgebrände in der Umgebung. So wurden eine Tankstelle, eine Reifenfirma und ein Restaurant total zerstört.
Über 100 Menschen wurden mit Brandverletzungen in das örtliche Krankenhaus gebracht. Da nur ein Krankenwagen zur Verfügung stand, mussten die meisten Verletzten mit Polizei- oder Privatfahrzeugen transportiert werden. Zudem wurden Löschflugzeuge des Landverwaltungsamts sowie Hubschrauber der Polizei und Armee zur Bekämpfung des Feuers bzw. zum Transport der Verletzten eingesetzt. Einige der Betroffenen wurden in die Krankenhäuser nach Phoenix und Las Vegas ausgeflogen. Die hohe Zahl Verletzter resultierte daraus, dass sich eine große Menge Schaulustiger an der nur 180 Meter entfernten Route 66 versammelt hatte. Die Polizei war zu diesem Zeitpunkt noch mit dem Errichten von Straßensperren beschäftigt. Die Explosion ereignete sich, bevor die Personen außerhalb eines größeren Sicherheitsbereichs gebracht werden konnten.
Drei der eingesetzten Feuerwehrmänner starben noch an Ort und Stelle, acht weitere in den folgenden Tagen im Krankenhaus. An die Opfer erinnert der Firefighters Memorial Park in Kingman. Zudem war einer der am Kesselwagen befindlichen Mitarbeiter des Gasunternehmens durch den Flammenaustritt ums Leben gekommen.

## Auswirkungen
Der entstandene Schaden wurde mit über einer Million US-Dollar beziffert. Durch den Tod von elf Feuerwehrmännern wurde die Tragödie zum opferreichsten Feuerwehrunglück in der Geschichte von Arizona und führte zu einer Erhöhung der Sicherheitsvorkehrungen beim Transport und Umgang flüssiger Gase wie der doppelwandigen Ausführung von Kesselwägen, einer Verbesserung der Überdruckventile und einer Änderung bei Füllvorgängen. 
Die Ereignisse, sowie die Film- und Fotoaufnahmen der Tragödie, wurden landesweit Teil der Feuerwehrausbildung und werden weltweit als klassisches Ausbildungsbeispiel dieses nun als BLEVE bezeichneten Phänomens herangezogen. Laut Emergency Response Guidebook ist seitdem bei einem brennenden Kesselwagen dieser Größe eine Evakuierungszone von einer Meile (1,6 km) in alle Richtungen einzuhalten.
Unglücke mit explodierenden Kesselwagen hatte es bereits vorher gegeben. Die beiden bekanntesten ereigneten sich 1970 in Crescent City (Illinois) mit 66 Verletzten und 1971 in Houston (Texas) mit 1 Toten und 37 Verletzten. 1978 kam es in Tennessee zur Waverly-Explosion, einer BLEVE mit 16 Toten und 43 Verletzten.